# Damm (Jüchen)

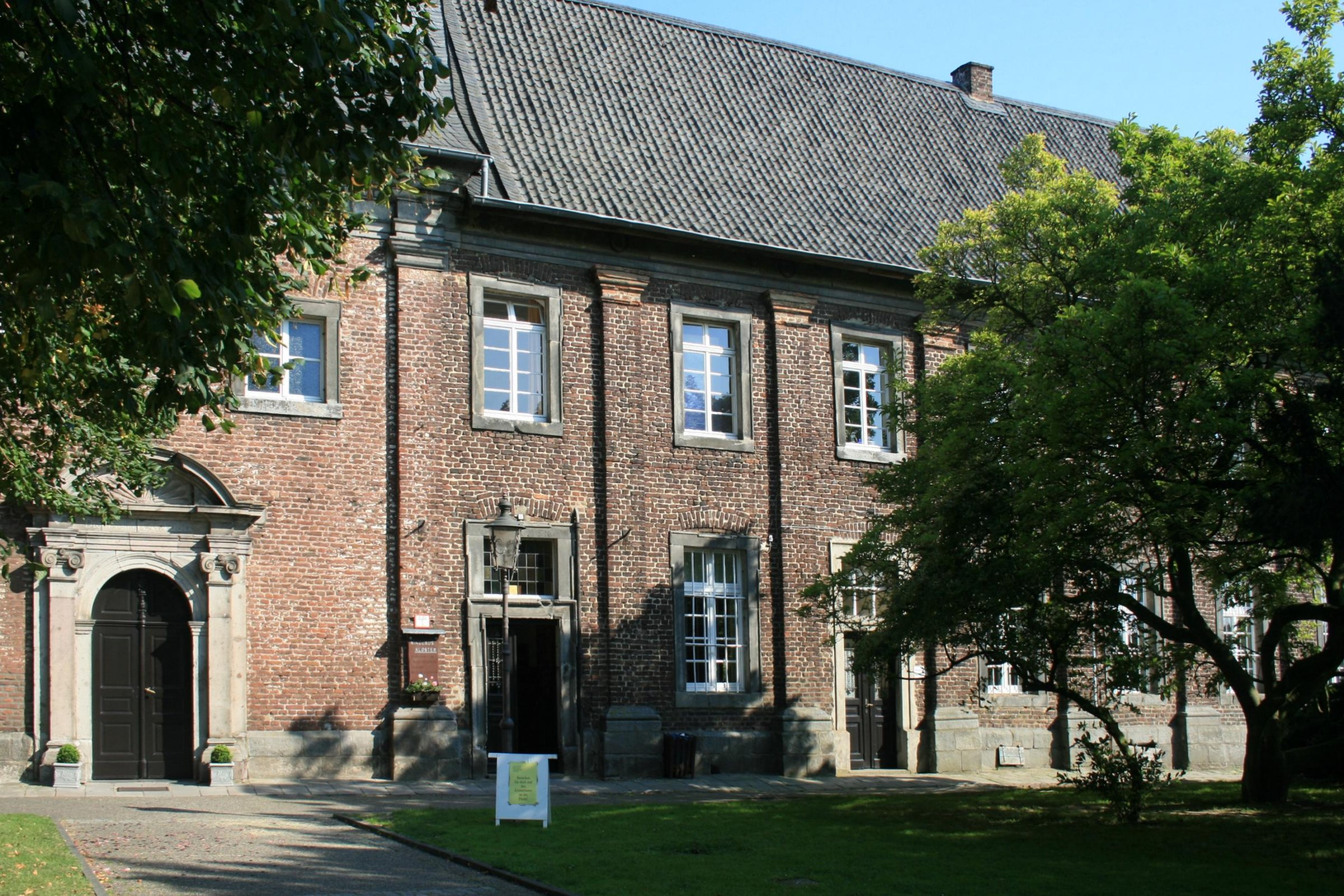
Das Nikolauskloster

Damm ist ein Ortsteil der Stadt Jüchen im Rhein-Kreis Neuss in Nordrhein-Westfalen.
Neben dem Ort liegen das weithin bekannt Schloss Dyck und das Nikolauskloster.
Im Westen verläuft die Landesstraße 32. Auf der anderen Straßenseite schließt sich direkt das Schlossgelände an.
Damm wurde im 13. Jahrhundert zur Herrschaft Dyck hinzugekauft, ebenso die Pfarrdörfer Bedburdyck, Aldenhoven und Schlich. 